# 咎打
咎打（とがうち）は、江戸時代に行われた拷問としての鞭打ちである。被疑者を上半身裸にし、肩に肉が盛り上がるようなかたちで縛り固め、非人や牢屋の中間が縄のはしを引っ張って動けないようにするところから始まる。
被疑者は自白するまで打たれるが、このとき使われるのは箒尻という道具である。箒尻は竹を途中まで二つに割り、手元を半紙で巻いたものである。ササラや弓の折れたものではない。箒尻は非常に打撃力が強いため、拷問途中で被疑者が血を流して苦しむことがある。そうすると、打ち役の同心は砂をまいて血を止めた。
この咎打で自白しないと、石抱きや海老責め、釣責など、より強力な拷問に移行された。それでも自白しないと、老中による裁可で処刑された。これを察斗詰（さっとづめ）という。